# Kvækerfinke
Kvækerfinken (Fringilla montifringilla) er en finke i ordenen af spurvefugle. Den yngler i skovområder i et bælte fra Norge i vest, gennem tajgaen i den nordlige del af Eurasien til Kamchatka ved Stillehavet i øst. Kvækerfinken ligner bogfinken, men adskiller sig blandt andet ved en tydelig hvid overgump. Det danske navn er en efterligning af artens stemme, der er et langtrukkent "kvææk".

## Udseende og stemme
Fuglen måler 15-16 centimeter. Hannen i sommerdragt (som på det tidspunkt er bræmfældet, det vil sige, hvor fjerens kanter er slidt af) har kulsort hoved med blålig metalglans på issen. På ryggen er den sort, men skællet af grå fjerbræmmer. Overgumpen og den nederste del af ryggen er hvid. Halefjer og svingfjer er sorte. Hvor bogfinken har grålige fjer i vingen, har kvækerfinken okkergule. De inderste svingfjer har en hvid plet på midten. Hagen og brystet er ligeledes okkergule, mens resten af undersiden er hvid. Langs siderne findes dråbeformede, sorte pletter.
Hos hunnen er hovedets overside og ryggen gråbrunt spættet. Den hvide overgump er mindre end hos hannen. Også de gulbrune og hvide tegninger i vingen har mindre udstrækning.
Næbbet er gulligt om vinteren og blåsort om sommeren.

### Stemme
Sangen består af en enkelt udtrukket lyd: "dzzyy!", der kan minde om grøniriskens tilsvarende lyd, men tonelejet er ikke stigende. Kaldet kan være et kort "djæb!" eller et længere "dzzææb!", der har givet fuglen dets navn.

## Trækgæst i Danmark
Kvækerfinken yngler ikke, eller kun meget sjældent i Danmark, men ses i vinterhalvåret som trækgæst fra skovområderne, især birkezonen, i Norge, Sverige og Finland. Nogle år kan der være mange millioner fugle i Danmark.
Normalt ses efterårstrækket fra begyndelsen af september til november. Fra sidst i december kan der nogle vintre ses et tidligt træk mod nord, hvor der optræder meget store flokke på 100.000 eller flere fugle. De store flokke dannes især i forbindelse med kulde eller snefald.
Forårstrækket kulminerer i april og maj. Kvækerfinker og bogfinker trækker ofte sammen. Fra maj måned dominerer kvækerfinkerne i disse flokke. Kvækerfinken trækker i højere grad om natten end bogfinken.

## Yngleforhold
Hunnen bygger reden nær stammen på et træ. Reden består af hår og fjer inderst og mos, bast og spind yderst. Fra sidst i maj lægger hunnen 5-7 brunlige æg med sortagtige pletter og snirkler. De ruges af hunnen i cirka 14 dage, mens begge køn fodrer ungerne, hvilket også varer cirka 14 dage.

## Føde
I vinterhalvåret lever kvækerfinken mest af bog, granfrø eller urtefrø, der alle oftest tages fra jorden. Om sommeren suppleres med insekter, der også kan tages fra træerne. I oldenår kan man opleve meget store flokke af kvækerfinker i bøgeskovens skovbund. Dog kan kvækerfinken i modsætning til bogfinken tage bøgens frugter direkte fra træet.

## Billeder
- En flok på cirke 4 millioner fugle omkring solnedgang i Steiermark, Østrig, januar 2009.
- En kvækerfinke-han i vinterdragt.
- Kvækerfinke-hun. Tegning af Wilhelm von Wright (1810-1887).
- Kvækerfinke-han. Tegning af Wilhelm von Wright (1810-1887).